# コルベット・デイトナ・プロトタイプ
コルベット・デイトナ・プロトタイプ (Corvette Daytona Prototype) は、北米のロレックス・スポーツカー・シリーズ（ユナイテッド・スポーツカー選手権の前身）に参戦する為に製作されたプロトタイプレーシングカー。このレースカーは、2012年シーズンにシボレーがこれまでの単なるエンジン・サプライヤーとしての関わり方ではなく、コンストラクターとしてデイトナ・プロトタイプのレースに復帰することを意味している。GMは、それまでポンティアックのブランド名でロレックス・スポーツカー・シリーズに関わってきたが、2010年にポンティアックのブランドが廃止されたのを機にこれまでの方針を転換した。

## 概要
2011年11月15日、デイトナ・インターナショナル・スピードウェイにおいて、プレス向けに公開された。市販車のシボレー・コルベットのイメージを強く反映したデザインを基に、ダラーラ、コヨーテ、ライリーといったコンストラクターがシャシーを開発し、コルベットのデザイナーであるプラット・アンド・ミラー、シボレー、グランダムが製造した。
2012年シーズンのロレックス・スポーツカー・シリーズで、スピリット・オブ・デイトナ・レーシング、サントラスト・レーシング、ゲインスコ/ボブ・スターリングス・レーシング、アクション・エクスプレス・レーシングの4チームに供給されてレースに参戦した。